# Velika mošeja Fes el-Dždid
Velika mošeja Fes el-Dždid (arabsko الجامع الكبير) je zgodovinska glavna petkova mošeja v Fes el-Dždid, kraljevega mesta in citadele iz obdobja Marinidov v Fesu v Maroku. Ustanovljena naj bi bila leta 1276, približno v istem času, ko je bilo ustanovljeno samo mesto, zaradi česar je najstarejša mošeja v Fes el-Dždidu.

## Zgodovina
Mošejo je okoli leta 1276 ustanovil marinidski sultan Abu Jusuf Jakub ibn Abd al-Hak, istočasno, ko je ustanovil novo kraljevsko mesto Fes el-Dždid.:310 (Fes el-Dždid je nastal kot utrjena palača in upravno mesto, ločeno od Fes el-Balija (starega Fesa), iz katerega je vladala rodbina Marinidi Maroku.) Nadzor nad gradnjo mošeje je bil prenesen na človeka po imenu Abu Abdalah ibn Abd al-Karim el-Džadudi in guvernerja Meknesa, Abu Alija ibn Azraka. Ena zgodovinska kronika trdi, da je bila gradnja mošeje delno financirana s proizvodnjo oljčnega olja v Meknesu in da so delo zagotovili krščanski zaporniki, ujeti v Al Andaluzu (Španija). Gradnja mošeje je bila dokončana leta 1278. Minbar mošeje, ki ga je zasnoval obrtnik po imenu Algharnati, je bil dokončan leta 1279. Maksura mošeje (leseni zaslon, ki ščiti sultana med molitvijo) in veliki lestenec mošeje so postavili leta 1280. Mošeja je bila šele četrta »petkova mošeja« (velika mošeja, kjer so potekale petkove pridige), ki je bila ustanovljena v Fesu (druge so bile mošeja al-Karauin, mošeja Andaluzijcev in mošeja Bou Dželud), namenjena pa naj bi služila novemu mestu.:358
Leta 1320 je sultan Abu Said v bližini mošeje zgradil medreso, znano kot medresa Fes Dždid ali medresa Dar al-Makzen, vendar se nikoli ni mogla kosati s prestižem medres v Fes el-Baliju in jo je kasneje prevzela razširjena kraljeva palača. Sultan Abu Inan naj bi bil po smrti leta 1358 pokopan v grobnici ob mošeji, čeprav to ni v celoti potrjeno. Abu Inanov pokop tukaj je zaznamoval premik v izbiri grobišč marinidskih sultanov. Do takrat so bili pokopani v nekropoli Chellah, potem pa so bili namesto tega pokopani na hribu al-Kula severno od Fesa (katerih ruševine so zdaj znane kot Marinidske grobnice). Ravd al-Kirtas, kronika iz 14. stoletja, omenja, da je bil eden od sinov Abu Jakuba Jusufa, imenovan Abu Mohamwd 'Abd al-Mumin, pokopan na dvorišču na južni strani mošeje leta 1293. To nakazuje, da se je okoli mošeje že zgodaj razvilo pogrebno mesto.
Temeljni napis v mošeji, vklesan v kamen, prav tako poroča, da jo je 'dokončal' sultan Abu Faris Abd al-Aziz II. leta 1395. To pušča kronologijo gradnje sedanje mošeje odprto za razlago. Tloris stavbe je zelo pravilen, kar nakazuje, da ni bila bistveno spremenjena ali prezidana in da njena gradnja ni bila prekinjena in dokončana pozneje. Georges Marçais, poznavalec severnoafriške islamske arhitekture, je trdil, da se napis iz leta 1395 nanaša na olepšanje ali obnovo mošeje, ne pa na njeno gradnjo ali rekonstrukcijo, in da je to delo večinoma vplivalo na dekoracijo mošeje. Po njegovem mnenju je dekoracija okoli mihraba preveč razvita, da bi jo lahko pripisali že 13. stoletju, in priložena grobnica Abu Inana še vedno sega v sedanji obliki v sredino 14. stoletja, kar bi bilo skladno s hipotezo, da je bila mošeja zgrajena pred sredino 14. stoletja in preurejena v poznem 14. stoletju.
Obstajajo dokazi, da je bila mošeja tudi znatno obnovljena v poznejšem obdobju Alavijev (konec 17. stoletja in kasneje). Anaza dvorišča mošeje, na primer, je datirana v 1678–1679 n. št. (1089 po hidžri) med vladavino Mulaj Ismaila in nekaj okrasja mošeje bi lahko tudi izhajalo približno iz tega obdobja.

## Arhitektura
Celotna postavitev mošeje odraža 'T-tloris', ki je postal standard v zahodnih (magrebskih) mošejah v obdobju Almohadov. Stavba ima pravokoten tloris, meri približno 54 × 34 metrov in pokriva približno 2000 kvadratnih metrov. Postavitev vključuje ogromen hipostilni notranji molitveni prostor in veliko pravokotno dvorišče (sahn), ki zavzema večino severnega dela stavbe.

### Vhodi
Glavni vhod mošeje je na severu, poravnan z mihrabom (glej spodaj) na nasprotnem koncu stavbe in vodi na dvorišče. Vhod je podvojeno: levo (vzhodno) od glavnih vrat so druga vrata. To spominja na ureditev dvojnih severnih vrat mošeje Karauin (imenovanih Bab al-Vard in Bab al-Hafa), pri čemer so bila ena vrata opremljena z vodnim kanalom, ki je obiskovalcem omogočal umivanje nog, ko so vstopili, medtem ko so bila druga vrata običajni vhod. Vendar se zdi verjetno, da so bila v tem primeru druga vrata zasnovana za neposreden dostop do obzidanega galerijskega dela v severovzhodnem kotu dvorišča, ki je bil rezerviran za ženske, ki so prihajale molit.
Mošeja je imela tudi dvoje vrat na vzhodni strani in še dvoje na zahodni strani; na obeh straneh so ena vrata vodila na dvorišče, druga pa neposredno v molilnico na jugu. Na vzhodni strani mošeje so dvoriščna vrata na nekem mestu zamašila kasnejša gradnja hiš ob mošeji. Morda so zaradi tega tudi preostala vrata spremenili v dvojna vrata z dvema vratnima odprtinama ena poleg druge.
Južna stena mihraba ima tudi več vrat, ki vodijo v prizidek, ki ga uporablja imam. Od tod je bil tudi prvotno neposreden dostop do enega od dvorišč Dar al-Makzen (kraljeva palača in vladni uradi).

### Dvorišče (sahn)
Glavno dvorišče (sahn) je zasedalo približno severno polovico mošeje in je merilo 24 × 18,6 metra. Kot v drugih mošejah ima osrednji vodni bazen (prej povezan z dvema drugima fontanama na obeh straneh) in je obdan z obokanimi galerijami. Tla so tlakovana z mozaikom (zellij). Osrednji lok na južni strani dvorišča, ki vodi v osrednjo ladjo molitvene dvorane na osi mihraba, je uokvirjen z visokim in okrašenim portalom. Prostori okoli loka so okrašeni z izrezljano štukaturo in okronani z izrezljanim in poslikanim lesenim nadstreškom, ki verjetno izvira iz 16. ali 17. stoletja v kasnejšem obdobju Alavi. Sam lok zaseda okrašen lesen zaslon, znan kot anaza; zunanji ali poletni mihrab za tiste molitve, ki potekajo na dvorišču. Anaza ima dvoja vrata, med katerimi je na sredini dekorativna kompozicija mihraba v obliki vklesanega napisa v arabski kaligrafiji. Ta značilnost spominja na enakovredno kreacijo, ki so jo Marinidi dodali na dvorišče mošeje Karauin. Trenutna anaza tukaj pa je iz leta 1678–1679 n. št. (1089 po hidžri), med vladavino sultana Mulaj Ismaila. Umetnostni zgodovinar Xavier Salmon meni, da je Mulaj Ismail verjetno podaril anazo istočasno, ko je obnovil ali dodal nekaj okrasja mošeje, čeprav slednje morda izvira tudi iz njegovega brata in predhodnika, Mulaja Rašida (vladal 1666–1672). Za primerjavo, notranji obok osrednjih severnih vrat na dvorišče (neposredno nasproti anaze) ima okras iz štukature, za katerega se zdi, da ohranja več marinidskega sloga.

### Molitvena dvorana
Tako kot druge standardne maroške mošeje je molitvena dvorana ogromen notranji hipostilni prostor, razdeljen le z vrstami lokov, ki potekajo pravokotno na južno steno, razen dodatne vrste lokov, ki potekajo blizu južne stene in vzporedno z njo. Južna stena je tudi stena kible (smer molitve) in je označena z mihrabom (nišo, ki simbolizira kiblo) v sredini. Med ladjami med vrstami lokov je sredinska, poravnana z mihrabom, nekoliko širša od ostalih in je poudarjena z dodanim štukaturnim okrasjem na stenah med loki.
Sam mihrab je niša v steni, znotraj katere je majhna kupola muqarnas (kapnikom podobna rezbarija). Stena okoli mihraba je okrašena s štukaturo, na vrhu pa so okna z zapletenimi zasloni iz štukature. Štukaturni okras v mihrabski niši in neposredno okoli loka mihraba verjetno izhaja iz prvotne Marinidske zasnove, vendar je okras nad njim in okoli tega verjetneje iz kasnejšega 'alavijskega obdobja, v poznem 17. ali 18. stoletju. Kvadratni prostor, ki ga tvorijo vrste lokov, ki se sekajo pred mihrabom, odlikujejo bolj dodelani loki z lobastimi ali lambrekinskimi obrisi (vrsta, ki jo vidimo drugod v maroški in nasridski arhitekturi) in okrašenimi loki. Lok neposredno pred mihrabom in nasproti ima v muqarnas izrezljane intradose. Štukaturni okras tega loka, dva druga bočna loka tega kvadratnega prostora verjetno izhajata iz marinidskega obdobja, vendar sta bila morda kasneje spremenjena. Kvadratni prostor pokriva okrašena lesena kupola, izrezljana z geometrijskimi vzorci in obrobljena z več muqarnasi. Tudi lesena kupola izvira iz poznega 17. ali 18. stoletja, verjetno v istem času kot »okrasje iz obdobja Alavijev drugje v mošeji«. Kvadratni prostor je dodatno ločen od preostalega dela mošeje z drugim lesenim paravanom s poslikanimi ploščami in osrednjimi vrati za dostop, kar ni značilno za večino drugih mošej.
Leseni strop in drugo okrasje v preostalem delu osrednje ladje, ki vodi do mihraba, je iz obdobja Alavi. Na severnem koncu osrednje ladje, tik za anazo, je bogato okrašena rebrasta kupola, podobna nekoliko zgodnejšim primerom te vrste, ki so jih našli pred mihrabi Velike mošeje v Tazi in Velike mošeje v Tlemcenu, ki nazadnje izhajata iz kupol Velike mošeje v Cordobi. 24 sekajočih se reber kupole tvori zvezdasti vzorec, na sredini katerega je mini kupola muqarnas. Med rebri so bogate arabeske, izrezljane v štukature, ki prav tako tvorijo zaslon, ki omogoča nekaj svetlobe od zunaj. Vogali kupole prehajajo v kvadratni prostor sten s pomočjo muqarnas izklesanih spandrelov. Čeprav jo je Georges Marçais datiral v marinidsko obdobje, je Xavier Salmon o tem podvomil na podlagi nedoslednosti v okrasju kupole in nakazuje, da jo je ustvaril ali obnovil v obdobju Alavijev, verjetno Mulaj Ismail (ki je naročil tudi bližnjo anazo) ali Mulaj Rašid.
Glavni lestenec mošeje je bil po enem viru nameščen leta 1280, tehta 715 funtov in ima 287 svečnikov. Visi na osrednjem prehodu pred mihrabom in je po mnenju nekaterih eden najboljših primerov iz obdobja marinidov te vrste.

### Knjižnica in mavzolej
Na zahodni strani mošeje, blizu njenega jugozahodnega vogala, je pravokotna dvorana, ki je dvignjena nad preostalo mošejo in do katere vodi kratko stopnišče iz molitvene dvorane. Dvorana ima veliko obokano okno, ki gleda nazaj v molitveno dvorano. Po mnenju Xavierja Salmona je bila dvorana prvotno bajt al-'itikaf (arabsko بيت الاعتكاف), prostor za duhovni umik; značilnost, ki je postala pogostejša v kasnejših saadijskih mošejah v Marakešu (npr. mošeja Mouassine in mošeja Bab Doukala). V kasnejših stoletjih so jo preuredili v knjižnico, verjetno na pobudo Mulaja Rašida (konec 17. stoletja), ki je morda istočasno tudi preuredil dele mošeje.
Na južni strani te knjižnice, na skrajnem jugozahodnem vogalu mošeje, je še en prizidek, sestavljen iz pravokotne komore, ki vodi do kvadratne komore s kupolo. Ta kupolasta komora je nekoč vodila do nagrobne komore, ki je bila pod knjižnico, vendar je bila pozneje zazidana in ponovno odprta šele med prenovo leta 1950. Kupolasta komora je bogato okrašena z izrezljano štukaturo in z mozaikom iz ploščic zellij vzdolž spodnjih sten, kupola pa ima muqarnas spandrele. Kupola je členjena s 24 križajočimi se rebri, ki tvorijo dvanajststranski poligon. Ima bogato rezbarsko mavčno dekoracijo. Ko jo je leta 1917 opazoval Alfred Bel, je še vedno ohranila nekaj svojih nekdanjih barv v modri in rdeči, vendar je bila od takrat močno prevlečen z belilom, ki zamegljuje del njene izdelave. Majhna pravokotna soba pred njo ima štiri grobnice in vsebuje le fragmente prvotnega okrasja. Ta soba je prav tako odprta na zunanjo stran mošeje skozi obokano okno ali vrata.
Grobnice na tem območju so vklesane s koranskimi verzi, vendar nekatere od njih nimajo nobenih drugih identifikacijskih napisov, zaradi česar je bilo težko potrditi posameznike, ki so tukaj pokopani. Zlasti ena od grobnic (verjetno v zazidani komori pod knjižnico) naj bi pripadala sultanu Abu Inanu, marinidskemu vladarju, ki je zgradil medreso Bou Inania v Fes el-Baliju (med drugimi deli) in umrl leta 1358, vendar tega ne potrjuje noben napis. Okoliščine Abu Inanovega atentata, njegovega hitrega pokopa in državnega udara v palači, ki je sledil, lahko pojasnijo, zakaj njegov nagrobnik ni bil nikoli vpisan. Drug neidentificirani nagrobnik morda pripada zgodnejšemu sultanu, Abu Saidu Osmanu II., ki je umrl leta 1331 in je bil oče sultana Abu al-Hasana (in dedek Abu Inana). Med drugimi tukaj pokopanimi posamezniki je princesa Aiša, hči sultana Abu Farisa Abd al-Aziza II., katere nagrobnik je zdaj v muzeju Batha.

### Minaret
Iz severozahodnega vogala mošeje se dviga minaret. Kot večina maroških minaretov ima kvadraten stolp z dvema deloma: glavni del, ki se dviga večji del poti, nato pa drugi, veliko manjši kvadratni stolp na njegovem vrhu. Glavni jašek meri 5,7 metra na stranico in je visok 22,8 metra (jašek je približno štirikrat višji od njegove širine). Manjši stolp na vrhu ima stranico 2,9 metra in je visok 6,4 metra. Znotraj minareta je stopnišče, ki se ovije okoli osrednjega jedra stolpa in vodi do ploščad na vrhu glavnega jaška, ki je zgodovinsko omogočala mujezinu, da se povzpne na vrh za klic k molitvi.
Štiri fasade minareta so podobno okrašene z motivi dardž va ktaf (maroške okrasne oblike, podobne rombu), vklesanimi v opeko. Samo vzhodna stran minareta ima okna (zagotavljajo svetlobo v stopnišče). Motiv na severni in južni fasadi je nekoliko drugačen od tistega na vzhodni in zahodni fasadi, saj je vrh vsakega romba razcepljen z začetkom zgornjega. Razen južne fasade ima spodnji del vsake fasade slepe loke, ki se zlivajo s preostalim motivom zgoraj. Na vrhu glavnega stolpa je širok pas mozaičnih ploščic (zellij) z geometrijskimi vzorci žarečih, skoraj okroglih zvezd. Nad tem, ki krona vrh glavne gredi, so nazobčane cine (prav tako značilne za maroško arhitekturo), katerih površine so prav tako prekrite z mozaičnimi ploščicami. Majhna sekundarna gred na vrhu minareta ima podoben okras kot glavna gred. Na vrhu je majhna kupola, na vrhu pa je kovinski drog, ki drži štiri bronaste krogle manjše velikosti.
Zraven južnega podnožja minareta, nad galerijo dvorišča, je dvorana za mujezina, ki je bila verjetno dodana po prvotni konstrukciji minareta. Gledano z dvorišča, je ta dvorana označena z dvojno obokanim oknom, z alabastrnim stebrom med oboki, ki ga zasenči izrezljano leseno platno. Po obliki in namenu je bil podoben Dar al-Muvakitu (kot je tisti, ki je bil prav tako dodan mošeji Karauin kmalu zatem.:62)

## Medresa Fes el-Dždid
Leta 1320 je sultan Abu Said zgradil medreso v Fes el-Dždidu južno od Velike mošeje, ki je postala znana kot medresa Fes Dždid ali medresa Dar al-Makzen. To je bila šele druga medresa, ki so jo Marinidi zgradili v Fesu, prva je bila medresa Sefarine, ustanovljena leta 1271 blizu Mošeja Karauin. Kmalu zatem, leta 1321, prav tako pod vladavino Abu Saida, je bila v bližini mošeje Andaluzijcev zgrajena medresa Sahrij. V skladu s tem je verjetno, da je Abu Said želel ustvariti središča učenja okoli vsake od velikih mošej v Fesu. Vendar ni videti, da bi se medresa Fes el-Dždid razvila v glavno izobraževalno središče, namesto tega pa sta najbolj prestižni medresi ostali medresa al-Karauin in druge marinidske medrese, ki so bile pozneje zgrajene v Fes el-Bali. Kasneje jo je prevzel kompleks kraljeve palače, ko je vladal sultan Mulaj Hasan (vladal 1873-1894) razširil območje mečuarja palače proti severovzhodu, zaradi česar je bila medresa odrezana od mošeje in vključena v notranji mečuar. Medresa, ki je bila pred tem verjetno zapuščena, je bila prenovljena in dobila minaret, preden so jo nekaj časa po letu 1924 ponovno obnovili pod francoskim protektoratom.